# Давид ди Донателло 1977
22-я церемония вручения наград премии «Давид ди Донателло» состоялась 23 июля 1977 года, в Театре в Тавромении.

## Победители

### Лучший фильм
- Пустыня Тартари, режиссёр Валерио Дзурлини (ex aequo)
- Мелкий–мелкий буржуа, режиссёр Марио Моничелли (ex aequo)

### Лучшая режиссура
- Валерио Дзурлини — Пустыня Тартари (ex aequo)
- Марио Моничелли — Мелкий-мелкий буржуа (ex aequo)

### Лучший сценарий
- Леонардо Бенвенути и Пьеро Де Бернарди — Спальня епископа

### Лучшая женская роль
- Марианджела Мелато — Дорогой Микеле

### Лучшая мужская роль
- Альберто Сорди — Мелкий-мелкий буржуа

### Лучшая музыка
- Нино Рота — Казанова Феллини

### Лучший иностранный режиссёр
- Акира Куросава — Дерсу Узала

### Лучшая иностранная актриса
- Анни Жирардо — Беги за мной, чтобы я тебя поймала (ex aequo)
- Фэй Данауэй — Телесеть (ex aequo)

### Лучший иностранный актёр
- Сильвестр Сталлоне — Рокки
- Дастин Хоффман — Марафонец

### Лучший иностранный фильм
- Марафонец, режиссёр Джон Шлезингер

### Давид Лучино Висконти
- Робер Брессон

### David Europeo
- Стэнли Кубрик

### David Speciale
- Шон Коннери
- Винченцо Крочитти
- Диана Феррара
- Джорджо Феррара
- Джоди Фостер
- Джулиано Джемма
- Анджелика Ипполито
- Альберто Латтуада
- Энрико Монтесано
- Мосфильм
- Мартин Скорсезе
- Большой театр
- Шелли Уинтерс